# Virus del Zika

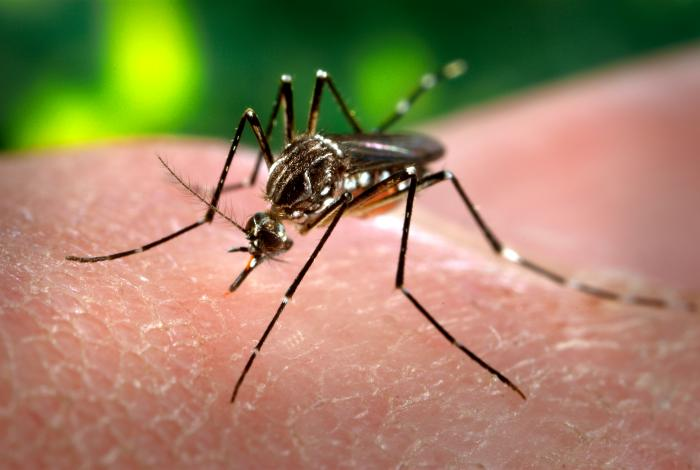
Aedes aegypti és un dels principals vectors de transmissió del virus del Zika

El virus del Zika (ZIKV) és un virus del gènere Flavivirus, família Flaviviridae, grup IV de la Classificació de Baltimore. Té interès en medicina per produir la febre del Zika. La febre i el virus porten el nom del bosc de Zika, a Uganda, on el virus es va aïllar per primer cop el 1947.
Les infeccions, conegudes com a febre del Zika, sovint no provoquen símptomes o són símptomes lleus. Des dels anys cinquanta, s'ha detectat la presència del virus dins d'un estret cinturó equatorial de l'Àfrica cap a Àsia. El 2014, el virus s'estengué a l'est a través de l'oceà Pacífic cap a la Polinèsia Francesa, després cap a l'illa de Pasqua i, el 2015, a Mèxic, Amèrica Central, el Carib i Amèrica del Sud, on el brot va assolir el caràcter de pandèmia.
El virus del Zika està emparentat taxonòmicament amb els virus del dengue, la febre groga, l'encefalitis japonesa, el virus de l'encefalitis de Saint Louis i el virus del Nil occidental. Filogenèticament és molt proper al virus Spondweni, amb el qual forma un clade dintre del gènere Flavivirus. Emprant serologies, no és fàcil veure les diferències entre aquests dos virus.
Habitualment, la malaltia que provoca és semblant a una forma tènue de dengue, si bé –en alguns casos d'infecció en dones embarassades– pot comportar lesions cerebrals fetals, sobre tot si la infecció es produeix durant el primer trimestre de gestació. Així mateix, l'infecció materna implica un risc d'avortament.
Alguns investigadors vinculen la infecció congènita pel ZIKV amb el desenvolupament de greus anomalies articulars (artrogriposi) en determinats nadons. El ZIKV roman en el nadó infectat més de dos mesos. També s'han descrit lesions oculars de diferents tipus en nens de mares infectades. El virus és capaç d'inflamar greument la còrnia, la retina i el nervi òptic del fetus/nounat, fet que pot comportar la pèrdua de la visió, o provocar una important atròfia de la màcula. En casos congènits, s'ha observat l'existència de coloboma, cataractes, glaucoma, ectòpia del cristal·lí, microftàlmia, estrabisme (convergent i divergent) i alteracions pigmentàries predominantment bilaterals. Tanmateix, és una causa d'edema generalitzat (hydrops) fetal no-immune. En adults, s'han identificat diversos casos d'uveïtis, tant anteriors com posteriors i de grau molt variable, i també pèrdues transitòries d'audició. En persones sota tractament immunosupressor el ZIKV pot ocasionar lesions corioretinals no necrotitzants. La principal diferència entre les alteracions oculars de la síndrome congènita i de la infecció adquirida és la presència en aquesta d'uveïtis activa.
Estudis ecocardiogràfics indiquen una prevalència alta de defectes cardíacs en nadons afectes de la síndrome congènita per ZIKV, en especial del septe (no tots impliquen alteracions hemodinàmiques significatives).

## Característiques virològiques
És un virus ARN monocatenari positiu, el seu diàmetre és d'uns 50 nm, la càpsida és icosaèdrica i les seves característiques morfològiques només poden observar-se per mitjà d'un microscopi electrònic de transmissió. Està format per 10,794 nucleòtids que codifiquen una poliproteïna de 3,419 aminoàcids, la qual es divideix en diferents proteïnes sota la acció de les proteases. Amb crio-microscòpia electrònica d'alta resolució (9Å) s'han observat, a virus immadurs, diferències en les proteïnes i aminoàcids d'alguns components de la càpsida entre soques pre-epidèmiques i epidèmiques; que podrien modular la sensibilitat del ZIKV als anticossos i afectar el seu potencial infecciós. En cultius cel·lulars humans, el virus presenta la propietat d'induir processos autofàgics que afavoreixen la seva replicació. Com altres Flavivirus, el ZIKV té la característica d'infectar fàcilment determinades cèl·lules de la pell, fet que li permet disseminar-se amb rapidesa per tot l'organisme. La glicoproteïna capsular E és la responsable de l'entrada del virus a les cèl·lules i es considera un objectiu de gran interès pel disseny d'anticossos terapèutics contra la infecció.

## Origen
La febre del Zika és una malaltia relativament nova, causada per un virus que pertany a la família Flaviviridae. El virus es va identificar per primera vegada el 1947 en els boscos de Zika, a Uganda, i sembla que fou detectar en éssers humans mitjançant estudis serològics a Nigèria (MacNamara, 1954) i a Àfrica Occidental (Bearcroft, 1956) com a agent causal d'una malaltia febril suau i autolimitada. Alguns especialistes opinen que, en realitat, aquestes primeres determinacions en humans corresponien al virus Spondweni i que la primera descripció de la infecció pel ZIKV amb la seva característica erupció maculopapular es degué a Simpson (1964), el qual patí la malaltia que va descriure al seu article.
Fins als primers anys del segle xxi, el virus es va concentrar principalment a l'Àfrica i al sud d'Àsia. Va tenir caràcter epidèmic a l'oceà Pacífic i també es va localitzar a Malàisia i Micronèsia d'abril a juliol del 2007 (aquell any, a les illes Yap dels Estats Federats de Micronèsia hi va haver un brot important amb 185 casos confirmats). L'abril del 2015, es va confirmar un brot de febre del Zika mitjançant la tècnica de RT-PCR al Brasil, a la ciutat de Salvador de Bahia. Els estudis genòmics més recents indiquen que l'ancestre del ZIKV aparegué entre 1930-1945 i que la mutabilitat de les soques descendents ha anat augmentant en el decurs dels darrers anys. Emprant procediments de genètica inversa un grup d'investigadors ha aconseguit reproduir soques del virus de diferents orígens temporals i geogràfics. Es creu que soques primitives del ZIKV circulaven per Senegal i Costa d'Ivori abans de l'esclat de la malaltia.

## Epidemiologia
El primer cas conegut de febre del Zika es va documentar en un macaco rhesus (Macaca mulatta) "sentinella" (un animal en captivitat controlada i sotmès a vigilància analítica) en un arbre del bosc de Zika, Uganda, el 1947, per un equip de científics britànics dirigits pel Dr. Haddow. Es van notificar també alguns brots a l'Àfrica tropical i en algunes zones del sud-est asiàtic. El primer estudi sobre embrions de pollastre infectats amb ZIKV fou publicat el 1952.
L'any 1956, Boorman i Porterfield demostraren la seva transmissió per mosquits. Els moviments de tropes ocorreguts durant la IIGM (campanya de Birmània) podrien ser l'origen de l'expansió del virus de l'Àfrica a l'Àsia. El 1978 es va descriure un petit brot de febre aguda a Indonèsia a causa de la infecció pel virus del Zika. Entre 1947 i 2006, varen ser identificats uns 20 casos d'infecció per ZIKV, si bé les anàlisis actuals d'anticossos IgM fetes a mostres de sang antigues corresponents a malalts febrils del període 1992-2016 demostren que el ZIKV va infectar a persones de bona part d'Àfrica Occidental sense ser identificat. Els especialistes creuen que aquesta virasi podria haver circulat lliurement per Àfrica molts anys, en forma de dos sub-línies genètiques diferents (Uganda i Nigèria), passant epidemiològicament desaperçebuda.
El virus es va detectar principalment durant dues dècades al continent africà, tot i que també es va localitzar a Malàisia i a Micronèsia (incloent-hi les illes Yap) d'abril a juliol del 2007. El primer brot important, amb 185 casos sospitats (d'ells 49 confirmats i 59 probables), es va detectar l'any 2007 a 9 dels 10 municipis de dites illes dels Estats Federats de Micronèsia. Aquesta va ser també la primera vegada que la febre del Zika es va manifestar fora de l'Àfrica i d'Àsia. Els símptomes més comuns van ser granellada, febre, artràlgies i conjuntivitis, però no es van reportar morts. Probablement, el mosquit Aedes hensilli, que era l'espècie predominant identificada a les illes Yap durant el brot, va ser el principal vector de transmissió i, tot i que es desconeix la manera com va arribar el virus a l'illa, se sospita que va introduir-s'hi a través de mosquits infectats o d'un humà portador.
El 2012 es varen identificar per primera vegada dues soques diferents del virus, la soca africana i la soca asiàtica, gràcies als treballs d'un equip d'investigadors encapçalat pel net del Dr. Haddow, descobridor del ZIKV.
Entre l'octubre del 2013 i l'abril del 2014 es va produir un brot a les illes de la Polinèsia francesa. 32.000 persones (un 11.5% de la població) acudí als centres de salut amb símptomes suggestius d'infecció pel ZIKV. 42 malalts desenvoluparen una síndrome de Guillain-Barré. Algunes persones infectades van presentar meningoencefalitis o manifestacions autoimmunitàries (púrpura trombopènica o leucopènia). Els vectors implicats foren els mosquits Aedes aegypti i Aedes polynesiensis. A principis del 2014 es produïren també casos a Nova Caledònia i a les illes Cook.
El ZIKV va circular inicialment per Haití entre maig del 2014 i febrer del 2015, d'acord amb l'estudi de les mostres preses a infants amb febre durant aquest període. Les dades obtingudes entre octubre del 2015 i setembre del 2016 recullen 3,036 casos sospitosos, encara que la veritable incidència de la malaltia en el país és desconeguda fins ara.
El maig del 2015, el Brasil va informar oficialment dels seus primers 16 casos de la malaltia. El 27 de novembre del 2015, l'OMS va alertar de la possible relació d'aquest virus amb la microcefàlia, i va detallar que fins al 21 de novembre del 2015 s'havien detectat 739 casos de microcefàlia en 9 estats del Brasil, un d'ells mortal. El 15 de desembre del mateix any, l'OMS informà de 1761 casos, 19 mortals i a 14 estats federals. Segons un informe del Ministeri de Salut del Brasil, en aquest país la incidència de microcefàlia en nounats ha augmentat 20 vegades des de l'any 2010: llavors es registraven 5 casos cada 100.000 nascuts, i cinc anys més tard se'n registraven gairebé 100 de cada 100.000.
El novembre del 2015, les autoritats sanitàries brasileres van començar a sospitar que la causa d'aquesta multiplicació de casos de microcefàlia era el virus del Zika. El 17 de novembre, l'Institut Oswaldo Cruz de Rio de Janeiro va detectar el virus del Zika en dues dones embarassades de Paraíba, els fetus de les quals havien estat diagnosticats de microcefàlia. El 28 de novembre del 2015, l'Institut Evandro Chagas de malalties tropicals, a Belém, va tornar a detectar el virus del Zika en la sang d'un bebè de l'estat de Pará que tenia microcefàlia i altres anomalies, i que va morir al cap de cinc minuts de néixer. Va ser en aquesta ocasió que el Ministeri de Salut del Brasil va establir per primera vegada la relació entre el virus i la microcefàlia, i l'ens de Vigilància en Salut Pública va alertar-ne. El mateix dia, l'entitat va notificar tres defuncions associades a la infecció pel virus del Zika, que corresponien a dos adults i un nounat.
Estudis recents indiquen una clara relació temporal entre l'aparició de lesions cutànies (exantema -un tipus d'erupció a la pell-) en embarassades infectades, la síndrome de Guillain-Barré, i el desenvolupament de microcefàlia fetal. Aquesta relació no es produeix en infeccions similars, com la del virus del dengue. A hores d'ara, la relació causal entre la infecció materna pel ZIKV i la microcefàlia es considera provada segons els criteris teratogènics de Shepard i els epidemiològics de Hill (Bradford Hill criteria). Aplicar aquests darrers criteris de forma rigorosa i coherent és una de les recomanacions fetes pels experts a l'hora d'elaborar polítiques o restriccions relacionades amb el ZIKV i els seus efectes fetals. A part de microcefàlia, els resultats de la imatge per ressonància magnètica en fetus i nounats infectats demostren una gran diversitat d'anomalies cerebrals, objectivades als 10 dies post-infecció en models experimentals d'inoculació induïda. La ressonància magnètica amb contrast gadolínic de nounats normocefàlics exposats in utero al ZIKV ha evidenciat l'existència d'engrandiments dels nervis cranials en nens de només tres dies de vida i d'infarts cerebrals isquèmics en nens de setze dies.
Molts autors consideren la infecció fetal pel ZIKV com una síndrome congènita pròpia i particular amb un ampli ventall de manifestacions. Dins d'aquest ventall es podrien incloure anomalies en el desenvolupament de la medul·la espinal del fetus (microcalcificacions intraespinals, distorsions estructurals i despoblació neuronal), amb canvis al neuròpil i als ganglis del sistema nerviós autònom i degeneració wal·leriana.
Els especialistes en radiologia consideren que les troballes de neuroimatge, sense ser patognomòniques, són altament indicatives d'aquesta síndrome congènita si concorden amb les analítiques i les dades clíniques. Encara que emfatitzen sobre la predominança de la desproporció craniofacial amb aspecte microcefàlic, les calcificacions cortico-subcorticals, la ventriculomegàlia i les anomalies del cos callós en les exploracions cerebrals, alerten sobre l'ampli espectre de subtils alteracions que la síndrome pot originar i sobre el fet que l'absència radiològica de microcefàlia no descarta en absolut una afectació del SNC fetal o postnatal pel ZIKV.
El virus té la propietat de lesionar cèl·lules claus per un correcte funcionament del SNC. Per això, el conjunt de seqüeles de la infecció inclou l'epilèpsia, la pèrdua d'agudesa visual, problemes de deglució, complicacions ortopèdiques o l'augment de susceptibilitat a les infeccions respiratòries.
Un grup d'investigadors ha identificat dues proteïnes (NS4A i NS4B) al ZIKV, responsables d'actuar sobre les cèl·lules mare nervioses, augmentar l'autofàgia i alterar la normal neurogènesi fetal. S'ha demostrat que el ZIKV lesiona directament els orgànuls de les cèl·lules mare neurals embrionàries humanes, ocasionant anomalies en tota una xarxa de gens que regulen l'apoptosi, la diferenciació cel·lular i el desenvolupament del sistema nerviós. Com altres virus neuroteratogènics, el ZIKV pot travessar la placenta, ja que té la capacitat d'infectar diferents tipus de cèl·lules placentàries -com les corials- i creuar la barrera hematoencefàlica del fetus. Una altra hipòtesi proposada per explicar la greu teratogènia causada pel ZIKV es fonamenta en la seva capacitat d'interferir el metabolisme dels retinoides. Es creu també que durant la replicació del virus aquest indueix una resposta immunològica contra els gangliòsids del cervell, que altera la sinaptogènesi i lesiona de manera indirecta el normal creixement del sistema nerviós fetal. Segons sigui la soca, el ZIKV pot presentar diferents patrons infectius de les cèl·lules neurals. Experiments amb ratolins immunocompetents posen de manifest que hi ha una relació directa entre determinades malformacions (disràfia espinal, hidrocefàlia, artrogriposi) i l'exposició al virus durant la gastrulació i el període inicial d'organogènesi. També existeix una relació entre la presència de malformacions i el nombre de dies post-coitals. Les malformacions més tardanes són relacionables amb els danys a la capa laberíntica (equiparable al cori humà) Cal tenir en compte que els treballs experimentals amb animals de laboratori (ratolins o primats no humans) tenen les seves limitacions, fet que comporta la necessitat de desenvolupar nous models d'estudi que reflecteixin millor els efectes del virus en funció de la influència de les variacions genètiques d'aquests hostes.
In vitro s'ha demostrat que les cèl·lules estromals de l'endometri humà, en especial durant la fase de decidualització, són un blanc crucial pel ZIKV, per la via de la vasculatura uterina en el període de virèmia o per transmissió sexual i una font potencial d'expansió del virus als trofoblasts placentaris durant l'embaràs.
Les autòpsies anatomopatològiques efectuades a fetus infectats confirmen l'especial neurotropisme del virus i l'absència d'alteracions citopàtiques a altres òrgans o sistemes (pulmonar, hepatobiliar, cardiovascular, genitourinari, gastrointestinal, endocrí o hematopoètic). Altres sèries d'autòpsies neonatals també posen de manifest l'alt grau de neurotropisme viral, apreciant a més hipoplàsia pulmonar i canvis inflamatoris a fetge, pulmons i bufeta concordants amb infecció multiorgànica pel ZIKV. Els estudis postmortem fets a macacos demostren que el ZIKV persisteix al teixit nerviós, teixit limfoide, teixit muscular i articular i teixit dels tractes reproductors masculins i femenins, entre 4-6 setmanes després de la infecció.
Entre les manifestacions mucocutànies de la infecció pel ZIKV es poden destacar: erupció papular eritematosa difusa descendent, petèquies al paladar, escleròtica hiperèmica i un infiltrat linfocític perivascular a la dermis superior observat a les biòpsies de pell.
El primer cas fatal va ser el d'un home adult sense cap trastorn neurològic, però diagnosticat de lupus eritematós, artritis reumatoide, alcoholisme i que havia fet un ús crònic de corticoides. Va ingressar amb sospita de dengue, però el diagnòstic final va ser infecció pel virus del Zika mitjançant la tècnica RT-PCR. Es va detectar el genoma del virus del Zika en mostra de sang, cervell, fetge, melsa i en una mescla de vísceres (ronyons, pulmons i cor). Addicionalment es va dur a terme una seqüenciació parcial del virus i es va identificar el Zika. El segon cas fatal va ser el d'una noia de 16 anys del municipi de Benevides, en l'estat de Pará. Tampoc no va presentar cap trastorn neurològic, i va ingressar al servei hospitalari amb sospita de dengue. Els símptomes (cefalea, nàusees i petèquies) van començar el 29 de setembre del 2015 i va morir a final del mes d'octubre. Es va confirmar infecció pel virus del Zika a través de la tècnica RT-PCR. Els següents casos fatals foren cinc nounats. Es sospita que, en adults no immunodeprimits, infeccions prèvies per altres Flavivirus poden condicionar un pitjor pronòstic en la malaltia. L'extrapolació dels experiments fets en animals es motiu de controvèrsia, però es creu que la infecció pel ZIKV té pitjors efectes en casos d'infecció prèvia pels virus del dengue o del Nil Occidental. En realitat, fins ara no existeixen estudis clínics fefaents que demostrin un fenomen de potenciació depenent d'anticossos en aquesta virasi. S'ha publicat algun quadre de mielitis aguda derivada d'una infecció per ZIKV. En la RM espinal, s'observa sovint que la mielitis afecta tres o més segments de la medul·la, la qual presenta signes edematosos. A Nova Caledònia s'han descrit un parell de casos de miastènia gravis subseqüents a infecció per ZIKV. Al Brasil s'han publicat diversos casos de polineuritis aguda transitòria en adults, associats a la infecció pel virus. A mesura que es coneix millor el risc que comporta la infecció en adults i adolescents i les proves per detectar el virus es fan més habituals, augmenta la casuística de les lesions nervioses relacionades amb el ZIKV. S'ha descrit l'aparició d'una encefalomielopatia sis setmanes després de l'inici del quadre viral agut. En aquesta línia, almenys en adolescents amb un substrat psicològic determinat, sembla que la infecció pel ZIKV podria desencadenar o ajudar a desencadenar canvis neuropsiquiàtrics i cognitius.
Entre finals de 2015 i principis de 2016, la soca asiàtica del ZIKV causant de la pandèmia americana es va estendre per les illes de Cap Verd, registrant-se tres casos de microcefàlia i unes 7.500 persones infectades.
A Europa, el primer cas d'un nadó afecte de microcefàlia, relacionat amb infecció materna per ZIKV, va ser identificat a Barcelona, a l'Hospital Universitari Vall d'Hebron. Investigadors d'aquest hospital confirmaren que la presència prolongada d'ARN del ZIKV al sèrum de la mare pot ser un indicador d'infecció fetal i que -al mateix temps- dita presència seria atribuïble a la seva replicació al fetus o a la placenta, a causa d'un efecte de retroalimentació entre la placenta i la mare. A hores d'ara, no s'ha determinat clarament si la presència d'immunitat i/o seropositivitat a altres virus en la mare és un factor que condiciona el desenvolupament de microcefàlia fetal.
A Itàlia, ja al maig de 2015 es va detectar un cas d'infecció simptomàtica per ZIKV en una persona persona vinguda del Brasil dos dies abans. Investigadors francesos varen publicar al desembre de 2016 el primer cas de miocarditis en un adult derivada d'una infecció aguda importada per ZIKV. El nombre d'articles publicats sobre els efectes del virus sobre el miocardi és -per ara- molt reduït. Alguns especialistes posen l'accent sobre el desconeixement de les possibles complicacions cardíaques a llarg termini derivades de la infecció.
L'agost de 2016, els casos a l'Estat Espanyol eren 247. El mateix mes es va detectar l'expansió autòctona del virus a Singapur. A principis de juny de 2017, els casos confirmats pel Ministeri de Sanitat, Serveis Socials i Igualtat segons les dades de la Red Nacional de Vigilancia Epidemiológica eren 325, 120 a Catalunya, 81 a Madrid, 20 a l'Aragó, 15 a Andalusia, 14 a Castella i Lleó, 13 a València, 13 a Galícia, 8 a La Rioja, 9 al País Basc, 7 a les Illes Balears, 6 a Navarra, 6 a Astúries i la resta molt repartida per tot l'Estat; 46 d'ells dones embarassades i 4 nadons indicant infecció congènita per ZIKV, tots fills de mares infectades a zones de risc. Dels 325 casos, dos eren autòctons i deguts a transmissió sexual i dotze han estat diagnosticats l'any 2017. Des de la setmana 44 de control, el nombre de casos detectats va minvar molt. Entre 2016 i 2017 es notificaren un total de 512 casos (344 confirmats i 158 probables). El març de 2017 va ser publicada pel MSSSI la darrera avaluació (8a) del risc de transmissió del virus a l'Estat i el gener de 2018 fou emés un informe final sobre l'epidèmia, que comunica la fi del seguiment mensual de la malaltia.
Al Japó es van detectar els primers casos importats per viatgers provinents de la Polinèsia francesa entre el període desembre 2013-gener 2014. Posteriorment, s'han registrat més casos d'infecció importats des de Brasil (febrer de 2016), Fiji, Tailàndia i el Vietnam.
El 2 de desembre de 2016, segons la Divisió de malalties transmeses per vectors dels CDC, els països i territoris a Amèrica, Asia, Oceania i Àfrica amb transmissió activa del ZIKV eren 61. A 75 països han estat identificades infeccions –de transmissió activa o passiva– pel ZIKV, 58 d'ells amb brots importants (novembre 2016). A tot el món, les darreres projeccions (febrer del 2017) consideren que uns 2.261 milions de persones tenen un alt risc d'exposició al ZIKV; en especial a les zones costaneres atlàntiques i pacífiques de l'Àfrica central i sud, les atlàntiques de Sud-amèrica i les properes al mar Carib d'Amèrica del Nord i Central. Fins al primer trimestre de 2017, a 29 països s'han detectat casos de malformacions neurològiques en fetus o nadons relacionades amb infecció congènita causada pel virus del Zika.
El butlletí d'abril del 2017 de la publicació informativa epidemiològica de l'OMS eleva a 70 els països amb brots de certa importància i destaca la manca d'informació veraç sobre el nombre total de casos, ja que molts dels infectats no cerquen ajut sanitari.
Els motius de la forta emergència del ZIKV no es coneixen del tot. Tanmateix, els científics han observat una circumstància global: la transmissió infecciosa del dengue o del virus chikungunya precedeix a les infeccions pel ZIKV. Els brots simultanis de dengue o d'altres Flavivirus semblen alterar les característiques del virus, comporten errors de diagnòstic i dificulten el desenvolupament d'un test molecular identificatiu estàndard. Alguns investigadors posen l'accent en el paper del fenomen de 'El Niño' en la ràpida propagació de la infecció el 2015.

### Transmissió autòctona del virus del Zika a Amèrica
La primera constatació de la presència del virus del Zika a Amèrica va ser confirmada el febrer del 2014 a l'illa de Pasqua, a Xile. La soca viral identificada a aquesta illa era similar a la causant del brot de la Polinèsia francesa. La presència del virus es va detectar fins al juny del mateix any en aquesta àrea. Fins a l'1 de desembre del 2015, eren 9 els estats membres de l'Organització Panamericana de la Salut que havien confirmat la presència local del virus del Zika: el Brasil, Xile (a l'illa de Pasqua), Colòmbia, El Salvador, Guatemala, Mèxic, el Paraguai, Surinam i Veneçuela.
El maig del 2015, es van confirmar els primers casos de transmissió al Brasil. Fins a l'1 de desembre del 2015, un total de 18 estats van confirmar la circulació autòctona del virus: regió nord (Amazones, Pará, Rondônia, Roraima i Tocantins), regió nord-est (Alagoas, Bahia, Ceará, Maranhão, Paraíba, Pernambuco, Piauí i Rio Grande do Norte), regió sud-est (Espírito Santo, Rio de Janeiro i São Paulo), centre-oest (Mato Grosso) i regió sud (Paranà). El Ministeri de Salut del Brasil estima que durant els nou primers mesos de l'any 2016 es donaren 200,465 casos d'infecció per ZIKV; d'aquests, 109,596 van ser confirmats emprant criteris clínics o epidemiològics per carència de tests de laboratori específics pel diagnòstic acurat de l'existència del virus. Estudis més recents recullen 1,673,272 casos registrats durant el període 2015-2016. D'ells, 41,473 (un 2,5%) foren infeccions en dones embarassades i es confirmaren 1,950 casos de microcefàlia relacionada amb la infecció en aquest grup. El virus es va estendre per tot el país en uns 5-6 mesos, des de la costa nord-est a la costa sud-est i la frontera occidental, amb una velocitat mitjana de 42 km/dia. Brasil ha estat el país del món amb el major nombre de casos d'infecció per aquest patogen i on s'ha observat l'existència de més nens amb malformacions cerebrals relacionades amb el ZIKV. Un estudi sobre la qualitat diagnòstica dels laboratoris brasilers encarregats de la detecció molecular del virus, realitzat l'any 2017 per un equip internacional d'experts, ha posat de manifest que dos terços de dits centres tenia una limitada especificitat/sensibilitat diagnòstica; amb una moderada, però preocupant, quantitat de falsos-positius i falsos-negatius en els resultats.
L'octubre del 2015 les autoritats de salut de Colòmbia notificaren la detecció del primer cas autòcton d'infecció per virus del Zika al departament de Bolívar. Aquest mes es va registrar el primer cas a Surinam causat per la mateixa soca responsable del brot 2013-2014 a la Polinèsia francesa, segons els estudis genòmics fets a l'Institut Pasteur de la Guyana. Fins a desembre del 2015, 26 de les 36 entitats territorials americanes van confirmar la circulació autòctona del virus. Colòmbia liderava la llista d'infectats amb 578 diagnòstics confirmats de 3.170 casos informats. La regió del nord de Santander presentà la quantitat més gran d'infectats, amb 350 casos. L'anàlisi epidemiològic temporo-espacial a posteriori del brot a Colòmbia indicà 107.870 casos registrats en 1.122 municipis del país, quasi 20.000 d'ells en gestants. Fou al novembre del 2015 quan El Salvador, Guatemala, Mèxic, Paraguai i Veneçuela van confirmar casos de transmissió autòctona. El primer cas notificat a l'OMS per Bolívia va ser el gener de 2016. Perú registrà la primera infecció a l'abril del mateix any.
Als EUA, els primers casos de transmissió local del ZIKV foren detectats pel Florida Department of Health al juliol de 2016, aconsellant els CDC que les dones embarassades no vagin a determinats llocs del Comtat de Miami-Dade. A finals d'agost, un cas d'infecció pel ZIKV va ser detectat a Pinellas, molts kilòmetres al nord de la ciutat de Miami. Les inundacions ocorregudes durant dit mes a Louisiana i al juny a Texas podrien afavorir el creixement dels mosquits vectors i, per tant, la possible extensió de la malaltia per tots els estats del Golf de Mèxic nord-americà. Emperò, aquest fet no ha estat provat de forma científica. La primera mort relacionada amb el ZIKV d'un nen a Texas va ser informada a l'agost de 2016. Segons els CDC, el primer cas d'infecció per transmissió local en aquest Estat va ser detectat al novembre de 2016. Un altre cas va ser confirmat al desembre a la zona de Brownsville. Valorant la presència del mosquit Aedes aegypti i els indicadors de potencial transmissió del virus per via sexual, 507 comtats dels estats del sud dels EUA -des del litoral atlàntic a Califòrnia- presenten un risc alt de patir infeccions pel ZIKV, especialment a Mississipi. De les 1.297 dones embarassades amb criteris d'infecció per ZIKV controlades pel U.S. Zika Pregnancy Registry (USZPR) durant l'any 2016, un 5% amb possible infecció, un 10% amb infecció confirmada i un 15% amb infecció confirmada al primer trimestre de gestació tingueren nens (o fetus en cas de gestacions no viables) amb defectes. Una qüestió per aclarir és si la infecció fou un factor causal determinant en els casos d'avortament compilats en dit Registre, o si aquests es degueren a circumstàncies concorrents. Segons els CDC, un estudi fet als territoris no incorporats (Gener 2016-Abril 2017) indica que en un 8% dels casos de dones amb infecció confirmada durant el primer trimestre de gestació, en un 5% durant el segon i en un 4% durant el tercer, es van detectar anomalies del fetus/nadó. La preocupació pels efectes de l'expansió del virus i les seves conseqüències és important al país. Un exemple d'això és la transmissió formalitzada de missatges informatius sobre la malaltia per les diferents organitzacions comunals i religioses de la nació. Durant el decurs de l'any 2016, als EUA (50 estats i Districte de Columbia) es va registrar un total de 5.168 casos d'infecció no congènita pel ZIKV. Un 95% d'ells foren diagnosticats en viatgers retornats de zones afectades per la virasi, un 4% en persones infectades localment a través de mosquits i un 1% en persones infectades per altres vies (sexual, accident de laboratori o persona-persona sense mecanisme de transmissió definit). Durant el 2017 es diagnosticaren 1.088 casos d'infecció simptomàtica, no congènita: 433 als estats i 655 als territoris, incloent els casos confirmats i probables segons els criteris del Council of State and Territorial Epidemiologists.
Un estudi realitzat als territoris francesos americans en una cohort de dones embarassades amb infecció pel ZIKV simptomàtica confirmada per PCR, mostrà que el risc general de presentació d'anomalies fetals neurològiques i oculars o de microcefàlia és d'un 7%, una dada bastant similar a la obtinguda pel USZPR controlant indistintament infeccions simptomàtiques o asimptomàtiques. Els casos de microcefàlia greu es limitaren a infeccions maternes ocorregudes durant el primer o segon trimestre de gestació. El percentatge de defectes neonatals relacionats amb el virus, distribuït per trimestres, fou d'un 12,7 (primer trimestre), 3,6% (segon trimestre) i 5,3% (tercer trimestre). L'estudi va detectar la presència de microcefàlies lleus proporcionades i desproporcionades en infeccions esdevingudes a tots els trimestres (considerant proporcionades les microcefàlies observades en nounats petits segons l'edat gestacional i desproporcionades les de nens amb un pes normal amb relació a dita edat). L'evidència de microcefàlies proporcionades suggereix que, en alguns casos, el ZIKV pot alterar el creixement fetal sense concurrència de lesions destructives cerebrals específiques o amb ella.
Com a efecte no desitjat de les fumigacions preventives contra els mosquits vectors amb insecticides organofosforats neurotòxics (Naled), a les zones tractades amb el producte varen morir millions d'abelles. El Departament de Treball dels EUA va publicar, com mesura preventiva, un document amb normes i recomanacions dirigit als treballadors exposats als mosquits.
La FDA va aprovar, com mesura de biocontrol, l'alliberament de mosquits genèticament modificats a Key West, malgrat el rebuig majoritàri dels habitants de l'illa. Aquesta tècnica, que va ser emprada mesos abans a Piracicaba, comporta que les larves d'Aedes aegypti no arribin a la maduresa. Per controlar les larves del mosquit també s'han utilitzat fumigacions amb el bacteri Bacillus thuringiensis serotip israelensis (Bti), un microorganisme firmicut present al sòl que forma espores tòxiques que ataquen molt selectivament aquesta espècie de culícids i no afecten a altres insectes que no són objecte de control.
La celebració dels Jocs Olímpics d'Estiu de 2016 va generar una forta polèmica científica sobre la possibilitat d'un augment de la seva expansió incontrolada, els possibles riscos a assumir i les mesures de control recomanables. Malgrat algunes previsions, no es va detectar cap cas d'infecció per ZIKV entre els atletes o els visitants.
Sent una malaltia infecciosa fortament emergent i en procés de ràpida extensió geogràfica, es considera una amenaça per a la salut mundial. La OMS la va declarar "emergència de salut pública d'importància internacional" al febrer de 2016. Nou mesos després, al novembre de 2016 el portaveu de la OMS va declarar que, segons els criteris de dita organització, el Zika ja no es considerava "emergència global"; si bé especificant que ha de ser vist com un greu problema a llarg termini. Els CDC varen publicar a finals de 2016 un estudi molt detallat, fent un repàs als principals esdeveniments de l'any relatius al tema i anticipant les prioritats del treball sobre el ZIKV a les Amèriques. L'OPS va presentar al maig del mateix any un recull d'instruccions i recomanacions per prevenir, diagnosticar, notificar i controlar les infeccions pel ZIKV en les gestants. Dita organització lliurà, uns mesos abans, un algoritme de detecció basat en les xarxes de vigilància del dengue ja existents (22 laboratoris nacionals de referència).
Segons les dades de l'OPS recollides fins a mitjans del mes de desembre de 2016, 48 països i territoris americans han registrat casos d'infecció pel ZIKV. El document d'actualització redactat per aquest organisme amb data 25 de maig de 2017 no informa de casos autòctons nous per transmissió vectorial a més llocs d'Amèrica. Cinc països han identificat la transmissió del virus per via sexual. El nombre acumulat de casos de síndrome congènita associada a la infecció és de 3.231.
Alguns investigadors plantejen factors ambientals, com la contaminació, a l'hora de valorar les possibles concauses de la teratogènia del ZIKV. Científics brasilers, recopilant les dades obtingudes des de l'esclat de la malaltia al seu país indiquen que podrien existir casos sense diagnosticar, malgrat les normes de l'OPS.
L'adaptabilitat vectorial del virus a diverses espècies de mosquits i la concurrència d'activitats humanes modernes expliquen la rapidesa de la seva expansió. La soca viral causant de les infeccions a les Amèriques és d'origen asiàtic i s'ha dividit en petits subtipus locals. De fet, la dinàmica evolutiva del virus al continent americà és molt notable i s'ha posat de manifest la co-circulació de diferents línies genètiques del ZIKV a diversos països d'aquesta zona geogràfica.
Quasi dos anys després de l'inici de la pandèmia a les Amèriques, els experts alerten sobre les causes del seu esclat: deforestació, desastres naturals, augment de la temperatura mitjana, pobresa, manca de control dels vectors, recessió, accés limitat als serveis de sanitat, corrupció política i generalització dels viatges. Aquest conjunt de factors dibuixa un panorama molt procliu al ressorgiment i l'emergència de les malalties vectorials per arbovirus. Projeccions estadístiques basades en l'anàlisi espacial d'alta resolució de les dades obtingudes en Sud-amèrica i el Carib presenten resultats teòrics preocupants pel futur de la sanitat a dites regions: uns ∼12,3 milions/any nous casos d'infecció pel ZIKV, unes ∼64.400/any noves síndromes de Guillain-Barré i unes ∼4.700/any noves microcefàlies. Potencialment, el cost econòmic anyal només de les seqüeles neurològiques seria altíssim.
Els resultats dels estudis genòmics realitzats per diferents grups d'investigadors indiquen que el ZIKV estava present al continent americà molts mesos abans de ser detectat epidemiològicament el 2015. Segons una recensió d'aquests estudis, la seqüència de transmissió del ZIKV (amb unes "finestres" temporals aproximades) a les Amèriques hauria sigut: des de les illes del Pacífic - a Brasil (finals 2013); des de Brasil - a Honduras/Colòmbia/Puerto Rico/Carib (entre finals del 2014-inicis del 2015); i des de diferents punt del Carib - a Florida (inicis del 2016).
Una investigació desenvolupada a 16 països americans posa de manifest que l'alçada sobre el nivell del mar (considerada una variable proxy), és una eina per predir l'expansió del ZIKV a determinades zones del continent. Per sobre dels 1.900 m, menys d'un 1% de la població d'aquests països viu en llocs on és previsible la presència del vector Ae. aegypti. Als EUA (estats i territoris), no s'ha detectat cap infecció pel ZIKV relacionada amb mosquits per sobre dels 2.000 m.

## Transmissió
Es transmet amb la picada d'un mosquit del gènere Aedes, com l'Aedes aegypti, que causa el dengue.
Aedes albopictus és considerat també un vector important. Aedes africanus i diferents espècies de Haemagogus (un mosquit arborícola de les selves d'Amèrica) es consideren potencials vectors.
Investigadors xinesos de l'Institut de Zoologia de Kunming han descobert que una proteïna de les glàndules salivals del Aedes aegypti, anomenada LTRIN, facilita la transmissió del ZIKV. LTRIN té la capacitat de modular la resposta immune de l'hoste contra la picada del mosquit, afavorint així l'entrada del virus. Un anticòs dirigit contra dita proteïna podria utilitzar-se en poblacions de risc per disminuir les possibilitats d'infecció.
Com moltes virasis, pot transmitir-se per transfusions amb sang infectada. Això obliga a establir noves tipologies analítiques per utilitzar amb seguretat aquesta sang o els seus derivats, com les plaquetes, ja que alguns donants poden estar infectats i no haver manifestat cap símptoma. Els mètodes per aconseguir una donació de sang amb garanties sanitàries depenen de molts factors, especialment dels criteris geogràfics. En aquesta línia, s'ha comprovat que els mètodes d'inactivació vírica utilitzats en la preparació de derivats de plasma, són eficaços en el cas de presència de ZIKV. En mostres de sang total, el virus segueix actiu més de dos mesos després de l'extracció. Proves fetes amb macacos també indiquen una major persistència de l'ARN viral a la sang total i el teixit hemolimfàtic que al plasma. Als EUA continentals van detectar els primers casos de donants de sang infectats emprant una combinació de analítiques serològiques i tests d'àcid nucleic d'alta especificitat (cobas® Zika Test). El juny de 2016 la Creu Roja dels EUA adoptà el mètode Procleix® Zika Virus Assay per identificar l'ARN del ZIKV en les donacions. Un estudi de 2018, basat en 4.325.889 donacions efectuades entre juny de 2016 i setembre de 2017, posa de manifest que 160 mostres es consideraren inicialment positives i només 9 d'elles van ser confirmades després; una ràtio de 1/480.654 casos positius.
La presència d'ARN del virus al vitri d'un donant de còrnia asimptomàtic reforça la necessitat d'aconseguir un mètode segur i regulat per l'anàlisi d'aquest tipus especial de teixits. En el cas dels trasplantaments d'òrgans sòlids i donant viu, s'ha de valorar l'antecedent d'estada prèvia d'aquest en llocs amb ZIKV i posposar el procediment el temps necessari, segons els protocols de l'Organització Nacional de Trasplantaments. Si l'òrgan a trasplantar pertany a una persona difunta cal fer les analítiques pertinents de forma rigorosa i ràpida.
Entre humans, la transmissió és vertical (placentària de mare a fetus i per la llet materna) i horitzontal (transfusions i contacte sexual -veure Prevenció-). Al igual que altres malalties transmeses per mosquits (com la febre groga), un mosquit vector pot picar a una persona infectada -si el virus roman present a la sang perifèrica- i infectar a un altre individu no infectat amb una nova picada. La transmissió per la llet materna sembla no ser una constant, o -almenys- la presència de partícules víriques en ella no implica necessàriament una transmissió perinatal eficaç del ZIKV. S'ha demostrat la presència del virus al calostre (244 × 10⁴ còpies/mL) i la llet d'una dona infectada a les 36 setmanes de gestació i l'absència de particles virals a placenta, líquid amniòtic, sang de cordó i orina del nadó (nascut a les 38 setmanes sense anomalies). Es detectà el virus a la llet 9 dies després del part (216,000 copies/mL), amb capacitat infecciosa segons els cultius realitzats, fet que va desaconsellar la lactància. Alguns investigadors pensen que dita aparent inconstància en aquesta forma de transmissió materna podria ser deguda a la variabilitat del temps d'incubació del virus, fet que fa difícil distingir-la d'altres vies de transmissió perinatal. Segons un recull de casos estudiats a Florida acuradament, el període d'incubació oscil·la entre dos i tretze dies i tots els malalts presentaven erupció cutània en el moment de ser visitats per primera vegada, la majoria d'ells en la segona setmana de la infecció.
A hores d'ara, malgrat els avenços en el coneixement de la patofisiologia de la infecció, molts mecanismes implicats en la transmissió vertical del ZIKV resten per descobrir. Com s'ha vist en altres tipus de trastorns congènits de causa viral, en cas d'embaràs gemel·lar dizigòtic és possible que el ZIKV provoqui importants malformacions en un dels fetus i que l'altre es desenvolupi normalment. En ratolins immunocompetents, s'ha comprovat que l'exposició materna al virus ocasiona greus alteracions placentàries i que els nivells d'ARN del ZIKV en la placenta o els teixits embrionaris no són predictius dels canvis patològics desenvolupats en els embrions. Dites alteracions inclouen una considerable hiperplàsia dels trofoblasts, necrosi de la zona d'unió de la placa coriònica i la placa decidual i pèrdua de vasos. Dins del context d'una infecció murina controlada, aquestes troballes suggereixen que la patologia placentària podria ser el principal factor causant de malformacions i no la infecció viral directa de l'embrió o del fetus. Experimentalment i també en rates, un antipalúdic que inhibeix l'autofàgia, la hidroxicloroquina (fàrmac aprovat per ser administrat a dones embarassades), atenua els efectes de la infecció placentària i fetal pel ZIKV. Alguns especialistes dels EUA afirmen que la cloroquina, combinada amb sofosbuvir, podria ser emprada eficaçment en la profilaxi i tractament de les infeccions per aquest virus.
Els darrers estudis epidemiològics i d'entomologia mèdica indiquen que primats no humans poder ser hostes del virus i que aquest és endèmic a alguns països d'Àfrica i Asia. Aquest fet fa que es consideri possible la transmissió zoonòtica directa per la mossegada de dits animals. Tan sols hi ha constància d'un cas d'infecció en un viatger mossegat per un macaco a Bali. En una sèrie d'exemplars de dues espècies de primats de 4 països africans s'ha trobat una seropositivitat al ZIKV del 16%, aproximadament, en alguna de les poblacions estudiades. Probablement, fins ara, moltes infeccions per ZIKV es confonien amb virasis semblants. A banda dels primats, encara no es coneix amb certesa el paper d'altres animals salvatges o domèstics en la transmissió indirecta del virus, en especial en zones periurbanes.
Fins ara no s'ha demostrat la transmissió del virus a través de la saliva, si bé no es pot descartar en el cas de persones amb lesions a la mucosa oral i/o malaltia periodontal. El ZIKV es pot mantenir un mes en les llàgrimes i el líquid conjuntival dels individus infectats.
Actualment, només hi ha descrit un cas d'infecció per ZIKV en un treballador de laboratori, a causa d'una punció d'agulla. Cal tenir en compte que el virus pot sobreviure en superfícies dures i no desinfectades algunes hores, segons les condicions ambientals. La major part de substàncies sanitàries desinfectants d'ús comú aplicades sobre aquests tipus de materials inactiva el virus. A banda de la via sexual (veure Prevenció), encara es desconeixen molts aspectes de la transmissió del ZIKV persona-persona. Un estudi sobre el contagi d'un familiar -sense cap altre tipus d'exposició- que va cuidar un malalt mort per la malaltia a Utah (2016, juny) i que tenia una càrrega viral molt alta, posa de manifest la necessitat d'investigar el risc infecciós que representen alguns fluids corporals i els factors individuals que poden augmentar la susceptibilitat davant el virus.
Es creu que casos asimptomàtics, amb una baixa virèmia, poden tenir un paper significatiu en la transmissió del virus, fet a tenir en consideració quan es realitzen models epidemiològics.

## Diagnòstic
El virus del Zika pot ser identificat mitjançant una prova de RT-PCR (en anglés: Real Time-Polymerase Chain Reaction, una de les tècniques de la PCR) a sang, saliva, orina i semen, en pacients greument malalts, o fins i tot asimptomàtics, i per serologia mitjançant la detecció d'anticossos IgM específics a partir del cinquè dia posterior a l'aparició de la febre (tècnica ELISA). És possible que es manifestin reaccions serològiques creuades amb altres flavivirus estretament relacionats, com el dengue o el virus de l'encefalitis japonesa. Equips de recerca europeus treballen en una nova prova ELISA modificada amb proteïnes ZIKV recombinades, per reduir el nombre de dites reaccions creuades i millorar la capacitat diagnòstica precoç. La baixa especificitat d'alguns immunoassajos es pot millorar repetint la prova en una nova mostra recollida un temps després de la primera, procediment no sempre fàcil de realitzar. L'ús combinat dels Euroimmun Zika Virus IgM i IgG ELISAs tests proporciona una bona especificitat (82%). Un grup multinacional d'investigadors ha desenvolupat un test serològic (NS1-BOB) capaç d'evitar les reaccions creuades, però encara pendent d'alguna millora en relació al DENV tipus 4. Un nou test que millora els resultats dels anteriors, anomenat ZIKV-NS2B-concat ELISA, amplia la finestra de detecció del virus amb una sensibilitat i especificitat molt altes (96.0% i 95.9%, respectivament).
Un nou mètode colorimètric de tipus MTT i d'alt rendiment, per detectar el virus en cèl·lules vives o quantificar la seva infectivitat (grau de poder infectiu d'un agent patògen) després de diferents tractaments, ha estat descrit recentment (febrer 2017). Aquest test pot ser valorat amb rapidesa a ull nu o de forma automatitzada i el seu cost és molt baix.
L'ARN del ZIKV de les mostres d'orina es degrada amb facilitat, inclús conservada a baixes temperatures. Per aconseguir una correcta detecció del ZIKV en aquestes mostres, és convenient afegir un estabilitzador nucleic durant el procés d'anàlisi.
Existeixen ja aparells poc costosos per identificar la presència del ZIKV en la saliva humana fora d'un laboratori. Es treballa per perfeccionar un innovador mètode diagnòstic del virus, ideat pel seu ús en punts d'atenció primària, que utilitza les capacitats tecnològiques dels telèfons intel·ligents i que també pot detectar altres Flavivirus. Investigadors de la Universitat de Nova York i de l'empresa Rheonix desenvolupen, a partir d'un model ja existent emprat per la detecció ràpida del VIH en saliva, un test que reconeix marcadors diagnòstics del ZIKV en una fracció del temps requerit pels mètodes comercialitzats fins ara. El test combina una variant de la PCR, l'amplificació isotèrmica, per identificar els àcids nucleics del virus en 20 minuts; i antígens ZIKV-específics millorats que aconsegueixen un immunoassaig fiable, basat en un microarray peptídic d'alta densitat, en menys d'una hora.
Emprant la RT-PCR en temps real, el virus pot ser detectat a mostres de moltes espècies de mosquits vectors en tres hores. Els CDC han desenvolupat un test de laboratori que detecta conjuntament el RNA del ZIKV, del virus del dengue i del virus chikungunya (Trioplex rRT-PCR), per emprar en cas d'emergència. Als EUA, s'han comercialitzat tests automàtics d'amplificació isotèrmica de l'àcid nucleic per detectar qualitativament l'ARN del ZIKV en sèrum i orina (com el sistema Aptima®), una alternativa a la PCR que no necessita de dispositiu termociclador i utilitza un software específic. Les primeres avaluacions d'aquest test indiquen que té major especificitat i una sensibilitat més alta que els procediments clàssics de RT-PCR. Basat també en la tècnica d'amplificació isotèrmica de l'àcid nucleic, s'ha desenvolupat un nou test capaç de detectar i diferenciar la soca asiàtica i la soca africana del ZIKV.
Altres investigadors han presentat un mètode perfeccionat de RT-PCR per identificar molt ràpidament el ZIKV en mostres d'orina a zones sense equipaments analítics. Un mètode de detecció millorada ha estat dissenyat per laboratoris europeus utilitzant la RT-PCR (RealStar® Zika Virus RT-PCR Kit), pendent de validació a Amèrica. S'han fet assajos en humans i animals d'una nova tècnica de RT-PCR dirigida a detectar la regió 5'-UTR (de l'anglès untranslated region), que no presenta in vivo o in vitro reaccions creuades amb altres virus. Ha estat dissenyada una plataforma diagnòstica de gran especificitat basada en la nanotecnologia plasmònica, que permet diferenciar la infecció per ZIKV de la causada per altres flavivirus.
Un nou enfocament dins del camp de la diagnosi precoç d'aquesta virasi és el desenvolupament de biosensors basats en xips de grafè, els quals tenen una gran portabilitat i poden detectar quantitativament i en temps real l'antigen ZIKV-NS1 de forma molt específica.
A Catalunya, els organismes de vigilància epidemiològica tenen establerts protocols davant els possibles casos d'infecció per ZIKV.
A l'Estat, la vigilància d'aquest tipus de virasis s'emmarca dins del Plan Nacional de Preparación y Respuesta frente a Enfermedades Transmitidas por Vectores.

## Vector
El virus del Zika és un flavivirus transmès principalment per mosquits relacionats amb la transmissió del virus del dengue. S'ha identificat -poques vegades fins ara- també en mosquits dels gèneres Culex (Culex perfuscus), Anopheles (Anopheles coustani) i Mansonia (Mansonia uniformis). El virus va ser aïllat per primera vegada l'any 1947 a la sang d'un macaco rhesus infectat del Yellow Fever Research Laboratory britànic, ubicat al bosc de Zika, a Uganda. Es creu que l'espècie Aedes henselli fou el principal vector del brot de ZIKV a Yap i que Aedes furcifer i Aedes africanus (una espècie amb gran afinitat pels primats arborícoles) són els mosquits de major prevalença al continent africà. Es considera que el mosquit Culex quinquefasciatus –almenys en determinats llocs i ambients– és un més que possible vector. Estudis experimentals fets per grups d'investigadors europeus indiquen que els tipus de Culex habituals a Europa central no són vectors competents de transmissió del ZIKV. El mosquit Aedes albopictus -a 27°C- mostra una capacitat de transmissió similar a la de l'espècie Aedes aegypti, fet no observat a temperatures més baixes. De moment no hi ha cap estudi que demostri que l'Aedes japonicus japonicus (una espècie invasora de culícids, considerada un vector del dengue i de la chikungunya i recentment identificada a Alemanya, França, Bèlgica, Suïssa, Itàlia i Àustria) sigui capaç de transmetre el ZIKV.
L'aparició de mecanismes de resistència a la piretrina a soques de l'Aedes aegypti replanteja l'eficàcia d'aquests tipus d'insecticides per controlar el mosquit.
S'ha demostrat la competència vectorial de l'Aedes aegypti per transmetre simultàniament el ZIKV i el virus chikungunya amb una única picada.
Els Culex quinquefasciatus i els Culex pipiens pipiens d'Amèrica del Nord no són vectors competents del virus. Per contra, l'abundància i el comportament agressiu de l'espècie Aedes vexans fan que sigui considerada un probable vector del ZIKV en aquesta zona geogràfica. Al Brasil, s'ha comprovat la presència a la saliva i tracte digestiu de C. quinquefasciatus alimentats artificialment amb sang infectada pel ZIKV i aïllat genoma del virus a mosquits lliures de la mateixa espècie. A China, els epidemiòlegs creuen que l'Aedes albopictus -espècie que predomina en el país- és potencialment el principal vector autòcton del virus.
Un informe de la United States Government Accountability Office de maig del 2017, destaca que als EUA existeixen uns 900 centres i organismes dedicats al control de mosquits que no arriben a cobrir totes les zones del país. Ja que el cicle dels vectors és estacional, l'informe posa l'accent en la necessitat d'establir estratègies múltiples de vigilància i control fonamentades en el coneixement de la biologia i distribució dels mosquits. També recomana programar la disponibilitat de recursos en conjunt, mantenir actualitzada la informació sobre la distribució dels vectors, lligar els efectes de les activitats de control amb els brots d'infecció pel ZIKV i compartir les dades obtingudes entre les diferents entitats responsables de les campanyes de control.
Models predictius indiquen que 35 espècies de mosquits poden ser potencials vectors del virus. A hores d'ara, una anàlisi dels estudis realitzats a 10 laboratoris de 15 països sobre 18 poblacions diferents de mosquits del gènere Culex posa de manifest que les seves espècies no són vectors efectius del ZIKV. Els especialistes alerten, però, sobre el perill de considerar l'Aedes aegypti com el principal vector estable del ZIKV, ja que la història evolutiva dels Flaviviridae, segons múltiples estudis filogenètics, demostra una gran capacitat per diversificar la seva transmissió vectorial mitjançant moltes espècies de culícids.
Inclús durant els moments més àlgids dels brots d'aquesta infecció, el nivell de detecció del ZIKV en el conjunt de les mostres recollides de mosquits vectors es considera baix. Els entomòlegs mèdics pensen que dit fet pot relacionar-se amb quatre problemes principals: retard entre la identificació de la malaltia en humans i el desenvolupament d'investigacions de camp, dificultat per trobar les cases o nuclis poblats infectats, mètodes ineficients de mostreig i la desinsectació prematura de les zones d'infecció sense prèvia presa d'exemplars entomològics. Això fa evident la necessitat de protocols de vigilància coordinats i més acurats en els focus d'amplificació dels insectes vectors en els països afectats.

## Prevenció
És un consens que el virus es transmet pels mosquits i, per això, el control del vector és un element essencial per reduir la incidència de la malaltia. Òbviament, una forma bàsica de prevenció és emprar repel·lents d'insectes a les zones de risc, com ara els DEETs, la picaridina o l'oli de Corymbia citriodora (p-mentà-3,8-diol o PMD).
A banda del PMD, altres olis essencials (com per exemple els que contenen citronel·lol) tenen propietats repel·lents i es poden emprar encapsulats per evitar una ràpida evaporació. La nepetolactona, component principal de l'oli de Nepeta cataria, altera les capacitats quimiosensorials dels culícids i es considera també un repel·lent eficaç.
A hores d'ara, es treballa en una nova forma de control del mosquit Aedes aegypti, infectant-lo amb el bacteri intracel⋅lular Wolbachia. És un microorganisme que afecta el 40% dels artròpodes terrestres. Aquest bacteri endosimbiòtic, Wolbachia pipientis, limita la disseminació del virus pels teixits de l'interior del mosquit, de forma que la seva saliva no conté partícules transmissibles de ZIKV. S'ha demostrat que la soca wMel del bacteri redueix significativament la infecció pel ZIKV i pel virus Chikungunya en aquests mosquits, i que les femelles d'Aedes aegypti portadores de dita soca de Wolbachia tenen una capacitat molt disminuïda per transmetre els dos tipus de virus. De fet, el bacteri actua com un sistema immunitari accessori del mosquit i ocasiona un efecte d'incompatibilitat citoplàsmica que limita la viabilitat dels ous de l'hoste. La soca wMel, a més d'alterar els paràmetres de digestió de la sang ingerida pel mosquit, disminueix determinades proteïnes dels gens precursors de la reproducció necessàries per una correcta oogènesi. Models predictius indiquen que aquest procediment pot tenir un impacte efectiu, però lent, en l'espai ocupat per les poblacions del mosquit objecte de control. Observacions fetes a diferents llocs d'Austràlia durant dos anys confirmen els resultats d'aquests models i demostren que la dinàmica de l'esmentat bacteri sobre les poblacions del vector Aedes aegypti pot ser una bona estratègia per controlar l'expansió del ZIKV a zones urbanes. Una altra soca d'aquest bacteri pertanyent al clade B de l'espècie, anomenada Wolbachia wStri i aïllada en el delfàcid Laodelphax striatellus, té la capacitat d'inhibir almenys dos mecanismes independents implicats en la replicació del virus.
La FDA ha autoritzat una prova de control del vector Aedes aegypti emprant mosquits genèticament modificats, a Key Heaven, una de les illes inferiors dels Keys de Florida.
Brasil ha iniciat al setembre de 2016 un proyecte d'alliberament general en dos anys d'uns 100 milions de mosquits modificats, de la soca OX513A (anomenats Friendly Aedes™), a 10 districtes del municipi de Piracicaba. Aquests tipus de mosquits incorporen un marcador fluorescent per facilitar la seva identificació. També s'ha estudiat la possibilitat d'alliberar a determinades zones milions de mosquits mascles esterilitzats per radiacions gamma. Aquest mètode ha estat assajat al Brasil per tècnics de l'Agència Internacional de l'Energia Atòmica i de la FAO, emprant drons per estendre de forma regular i eficaç els mosquits estèrils en bones condicions sobre àmplies àrees de terreny, ja que el seu alliberament des de medis aeris convencionals provoca lesions a molts exemplars.
Una empresa privada, amb suport dels NIH, desenvolupa una trampa entomològica de baix cost, emprant aigua i un odoritzant que li confereix una olor de fenc, per atraure i eliminar els mosquits vectors. Un larvicida relativament nou del grup dels anàlegs de l'hormona juvenil, el piriproxifèn, ha demostrat la seva eficàcia atacant les formes primerenques dels mosquits vectors a l'Amazònia. Un altre oli essencial, el de la planta asiàtica Blumea eriantha, que te abundants terpens, sesquiterpens i aldehids ha estat proposat com un larvicida alternatiu 'natural' per controlar els mosquits vectors del ZIKV i d'altres malalties. És un oli ja conegut per la seva capacitat antimicrobiana
Un altre sistema per reduir el nombre de mosquits vectors en les superfícies aquàtiques és utilitzar peixos larvívors, com ara Gambusia affinis, Gambusia holbrooki o Poecilia reticulata. És un procediment emprat des de fa anys en campanyes antipalúdiques i en alguns països s'ha aplicat contra el ZIKV. Existeixen, però, dubtes sobre la reducció real de mosquits adults que els peixos poden aconseguir. A més la introducció d'espècies no natives comporta un greu impacte ambiental (algunes són predadores també de larves i ous d'altres peixos) que acaba per incidir fora de la regió objectiu del control.
La infecció es transmet per via sexual en els humans. El primer cas de transmissió del virus per aquesta via fou descrit l'any 2011, després del contagi no vectorial de la dona d'un científic americà infectat al sud-est del Senegal un temps abans. De fet, l'investigador i la seva dona van presentar un quadre similar al dengue a poc de tornar aquell d'Àfrica el 2008, però les serologies no confirmaren aquesta malaltia. Durant una conversa sobre el cas amb un entomòleg mèdic, l'any 2010, es va apuntar la possibilitat d'una infecció per ZIKV. Les noves analítiques de les mostres de sèrum de 2008 van demostrar que la infecció soferta pel científic i la seva dona, la qual no havia viatjat a Senegal, fou causada pel ZIKV. En aquell moment, el ZIKV només era present al brot de Micronèsia i el fet de la transmissió sexual del virus fou ignorat. Ha estat filiada la transmissió dona-home per aquesta via, fet no descrit fins al 2016 i que fa recomanable augmentar les mesures de precaució, ja que el virus es replica amb facilitat al tracte vaginal i manté la capacitat infecciosa durant setmanes. Es detecta a frotis vaginals 15 dies després de la presa de la mostra. A l'Estat Espanyol el primer cas de transmissió home-dona per aquesta via fou detectat el juny de 2016 a Madrid. La infecció per via sexual pot donar-se sense símptomes evidents. Si bé aquesta no és la principal forma de transmissió i no pot ser considerada per se una veritable malaltia de transmissió sexual, encara no es coneix exactament la persistència temporal del virus als líquids i mucoses en funció de les variables individuals, motiu que fa considerar el contacte sexual com un potencial "reservori" víric a zones i estacions de l'any amb baixa presència de mosquits. Aquestes circumstàncies, en conjunt, fan que un sector científic recomani que la infecció pel ZIKV sigui considerada com una MTS des del punt de vista de la salut pública. Algunes estimacions matemàtiques indiquen que la capacitat de transmissió sexual del virus està subestimada i que és un factor que pot originar fàcilment endemismes de la malaltia.
Ha estat demostrada la presència d'ARN del ZIKV al semen, uns 6 mesos després dels primers símptomes infecciosos. Ara bé, dita presència no implica que el semen sigui infecciós tot aquest període. De fet, els investigadors dels CDC afirmen que els homes infectats pel ZIKV i simptomàtics poden transmetre la infecció per via sexual durant un mes després de l'adquisició del virus. Proves fetes en ratolins mascles del tipus C57BL/6 (una variant especialment seleccionada per treballs de laboratori) indiquen que el ZIKV provoca orquitis-epididimitis i altera l'espermatogènesi d'aquests animals. També s'ha observat que la infecció per la soca MEX2-81 del virus provoca atròfia testicular i baixos nivells de testosterona sèrica en el mateix tipus de ratolins. La replicació del virus té lloc en l'epiteli dels túbuls seminífers, una zona bastant resguardada de l'activitat immunitària. Per aquest motiu, alguns especialistes opinen que el ZIKV en semen es pot convertir en una font de transmissió d'especial rellevància en regions no vectorials. Cap estudi portat a terme fins a la data demostra que la infecció per ZIKV comporti -o que no comporti- infertilitat masculina persistent en humans. Tot i així, alguns especialistes consideren molt possible el fet, ja que diverses malalties virals causen aquest trastorn, especialment les que lesionen les cèl·lules de Sertoli. Un estudi experimental realitzat per investigadors taiwanesos també amb ratolins afirma que l'ebselen (un fàrmac antioxidant que s'utilitzava en la prevenció de l'ictus) millora els danys testiculars i impedeix la transmissió sexual del ZIKV en dits múrids. La detecció d'ARN del virus en mostres de semen de donants asimptomàtics representa un nou risc que implica la pràctica sistemàtica de proves analítiques serològiques o moleculars als bancs de semen.
Hi ha investigadors que recomanen programar l'embaràs, a determinades zones, en funció del cicle vital dels mosquits vectors del ZIKV. Models epidemiològics indiquen que ajornar l'embaràs més de sis mesos als llocs afectats pot ser recomanable per reduir els casos de malformació fetal, si bé és una mesura que s'ha d'acompanyar dels corresponents programes d'educació parental. Es recomana també que els viatgers provinents de zones amb ZIKV, encara que no presentin cap símptoma, procurin evitar les picades de mosquit -almenys durant les tres setmanes posteriors a la tornada- per tal d'impedir l'extensió del virus entre la població local de mosquits no infectats, però potencials vectors de la malaltia.

## Darreres investigacions
El 2016 es va proposar una sistematització metodològica d'accés obert en la recerca de nous fàrmacs, per tractar amb eficàcia aquest tipus d'infecció vírica. Han estat identificats compostos orgànics de molècula petita (emiracsan, niclosamida i un inhibidor cinasa dependent de ciclina conegut com a PHA-690509) que redueixen la mort neuronal causada pel ZIKV i podrien ser útils en el desenvolupament de fàrmacs antivirals. Treballs experimentals fan pensar que la nanchangmicina (un antibiòtic poliestèric obtingut de la fermentació del bacteri Streptomyces nanchangensis), és capaç de bloquejar els primers passos emprats pel ZIKV per penetrar dintre de les cèl·lules; és a dir, altera el mecanisme d'endocitosi depenent de clatrina que utilitza per internalitzar-se. El flavonoide glicosilat isoquercetina també impedeix l'entrada de soques africanes i asiàtiques del virus dins de diferents línies cel·lulars humanes cultivades.
Un mecanisme per impedir la replicació del ZIKV és crear antivirals que alterin els enzims que regulen el seu cicle vital. Concretament, bloquejar una helicasa ARN pròpia dels flavivirus -la NS3-Hel, de la qual es coneix molta informació estructural- responsable de la replicació genòmica i de la síntesi de l'ARN viral. També, gràcies al coneixement estructural detallat de les seves metiltransferases (MTs), es podrien dissenyar fàrmacs per alterar mecanismes catalitzadors necessaris en la replicació del virus. En concret, es creu possible desenvolupar molècules que alterin les funcions de la NS5-MT del ZIKV.
Un fàrmac antiviral emprat per tractar l'hepatitis C crònica, el Sofosbuvir, ha demostrat que pot inhibir la replicació del ZIKV -alterant la seva ARN-polimerasa i provocant errors en el mecanisme de replicació viral. És un producte aprovat clínicament i es contempla utilitzar-lo contra les infeccions pel ZIKV. Models matemàtics aconsellen una dosi dues vegades superior a la utilitzada en els casos d'infecció pel VHC; així com avaluar in vivo els possibles efectes secundaris. Ara per ara, sembla reduir experimentalment la mortalitat i les seqüeles a curt i llarg termini en rosegadors infectats pel virus.
La cavinafungina, una substància extreta del fong Colispora cavincola que creix als forats dels troncs dels arbres, altera també la replicació del ZIKV i del virus del dengue. S'ha considerat que la nitazoxanida (un compost antiparasitari i antivíric), té un gran valor potencial per controlar la infecció pel ZIKV, ja que és un fàrmac aprovat per la FDA per tractar oralment gestants sense risc fetal. Molts altres compostos han estat, o estan avui dia, en procés d'investigació com a possibles elements terapèutics: la gemcitabina (un anàleg de nucleòsid del grup de les pirimidines), la suramina (un antihelmíntic), el 7-DMA (un inhibidor de la polimerasa viral), el T-705 i el T-1105 (també inhibidors de la polimerasa del virus) o el NITD008 (un anàleg específic de l'adenosina).
Certs polifenols podrien tenir efectes virucídics contra els Flavivirus (ZIKV, virus del dengue i virus del Nil Occidental) que alterarien la seva capacitat infecciosa. El silvestrol un compost natural pertanyent a la família de les rocaglamides i provinent de la planta Aglaia foveolata, inhibeix la replicació del ZIKV en diferents línies de cèl·lules humanes cultivades.
Un grup de la Universitat Purdue ha aïllat un anticòs humà d'una persona infectada pel ZIKV amb una regió Fab (en anglès: Fragment antigen-binding) que s'uneix a una proteïna de la càpside del virus i neutralitza soques virals d'Àfrica, Àsia i Amèrica, i que sembla capaç de reduir significativament la infecció i la mort fetal en ratolins. La viperina (una proteïna cel·lular capaç d'inhibir molts virus d'ADN i ARN, com el VHC, el VCHIK, el DENV, el WNV o alguns influenzavirus) i els seus mecanismes d'expressió en l'hoste, podrien ser uns factors determinants per impedir la replicació del ZIKV i dissenyar noves estratègies contra la infecció.
Científics europeus han posat de manifest que la proteïna neurodesenvolupant Musashi 1 (MSI1) interactua amb el genoma del ZIKV, afavorint així la replicació viral. Aquest fet, almenys en part, pot explicar el mecanisme patogènic que origina les anomalies neurals que pateixen molts fetus infectats. Dita interacció entre una regió específica de l'ARN del virus i la MSI1 (proteïna amb una alta expressió en les cèl·lules progenitores nervioses a partir de les quals es creen les neurones i els astròcits) determina els danys que la infecció provoca en el SNC en formació.
Una altra línia d'investigació és la recerca de substàncies que actuïn contra una proteasa determinada del virus, la NS2B-NS3pro, la qual és necessària en el procés de replicació del ZIKV. Amb aquest objecte, han estat proposats diversos compostos, com la bromocriptina (un fàrmac utilitzat per tractar la malaltia de Parkinson i trastorns hipòfisaris). També es treballa per trobar inhibidors al·lostèrics de dita proteasa en plantes comestibles.
L'heparina no té un efecte significatiu sobre la replicació del virus; per contra, disminueix els danys citopàtics provocats pel ZIKV en les cèl·lules progenitores neurals humanes. Es creu que l'azitromicina pot actuar contra la infecció pel virus de les cèl·lules glials, si bé aquesta propietat no ha estat confirmada per estudis in vivo.
In vivo i in vitro, l'emetina (un alcaloide en desús que s'emprava com a medicament antiamèbic) i el seu derivat cefaelina limiten la infectivitat del ZIKV i del virus Ebola a través de dos mecanismes moleculars: la inhibició de la replicació viral i la reducció de la seva capacitat d'entrada a les cèl·lules.
Fent un repàs als treballs d'investigació realitzats en els darrers dos anys per trobar antivirals efectius contra el ZIKV emprant diverses metodologies, cal destacar les proves fetes amb substàncies ja utilitzades en el tractament d'altres virasis i la recerca de múltiples molècules bioactives potencialment útils (antiparasitàries, antibiòtiques, anticanceroses, antiinflamatòries, modificadores dels enzims virals, inhibidores de la síntesi de nucleòsids, etc.), algunes esmentades en aquest article. Un problema important per validar aquestes teràpies antivirals és que són especialment necessàries en grups de persones molt especials (dones embarassades i poblacions sense suficient suport mèdic o amb altres patologies afegides). Això implica una avaluació molt acurada dels possibles efectes indesitjats abans d'aprovar el seu ús clínic.
Alguns assajos clínics, amb l'objectiu d'aconsseguir una vacuna contra el virus, es troben en fases avançades. Aquests estudis -proves controlades aleatòries- requereixen un disseny molt acurat, ja que els possibles efectes nocius sobre el sistema nerviós a llarg termini són, a hores d'ara, desconeguts. En especial, cal tenir en compte els possibles efectes teratogènics de les substàncies a assajar en dones embarassades i les particulars característiques farmacocinètiques i farmacodinàmiques que comporta la gestació. S'ha publicat, segons estudis in silico, que la vacunació contra certes variants de grip (Influenzavirus A) podria ser un factor coadjuvant en la prevenció de les infeccions pel ZIKV. Actualment, més de 30 possibles vacunes estan en desenvolupament preclínic seguint les pautes de l'OMS de 2016.
Els NIH han aprovat un assaig (fase I/Ib), en grups de voluntaris, d'una vacuna experimental contra el ZIKV (GLS-5700, InOvio/GeneOne). L'Institut Walter Reed, el NIAID (National Institute of Allergy and Infectious Diseases) i Sanofi-Pasteur, van engegar un assaig (fase I) per probar una vacuna basada en virus inactivats amb formol, a l'octubre de 2016. Segons un treball publicat a principis de 2018, els resultats d'un grup de tres assajos a tres centres diferents d'aquesta vacuna 'candidata' indiquen que és segura i immunogènica en humans sans. Un equip multidisciplinari publicà també a l'octubre de 2016 els seus resultats sobre una vacuna efectiva en primats no humans. Les proves d'una nova vacuna, basada en molècules de mRNA amb nucleòsids modificats (encarregades de codificar determinades glicoproteïnes d'una soca de ZIKV de l'any 2013) i encapsulades en nanopartícules lipídiques han demostrat un alt nivell d'eficàcia protegint macacos i ratolins de la infecció, emprant una dosi única. Alterant de forma específica el mRNA, s'aconsegueix evitar la reactivitat creuada epitòpica amb el virus del dengue i reduir possibles efectes adversos de la vacuna. A més, dites nanopartícules podrien incloure mRNA addicional codificador d'altres proteïnes pròpies dels flavivirus (com la NS1), augmentant així la resposta de protecció. Aquests dos projectes de vacuna, el del grup de Pardi i el del grup de Richner, són -almenys per ara- els que semblen tenir més possibilitats d'aconseguir una immunització activa contra el virus. El març de 2017, el NIAD va iniciar un assaig en fase 2/2b d'una vacuna ADN experimental en un grup de 2490 persones sanes dels EUA i Amèriques del Sud i Central. Aquesta vacuna es basa en un plasmidi amb gens que codifiquen dues proteïnes de superfície del ZIKV. Una vegada injectades aquestes proteïnes formen partícules que imiten la presència del virus i desenvolupen la resposta immune. La vacuna no porta material infecciós i no pot ocasionar la febre de Zika. Una altra vacuna amb virus inactius de la soca africana MR 766 sembla tenir una bona capacitat protectora en models experimentals in vivo murins. Una vacuna de nova generació, la GLS-5700, que conté ADN sintètic capaç de provocar en humans una bona resposta immune davant determinats antígens del ZIKV amb una seguretat adequada, es troba es una fase I d'assaig clínic.
Les característiques immunològiques de la infecció pel ZIKV són especialment complexes i s'han identificat reaccions creuades ZIKV-DENV per part de les cèl·lules T, a banda de la resposta antigènica comuna abans comentada. Una infecció prèvia pel DENV potencia els efectes del ZIKV, mentre que dos o més semblen tenir un efecte protector contra ell que depèn en essència del lapse de temps transcorregut entre les infeccions de dengue i no de la soca causal. Inversament, alguns investigadors creuen que la immunitat desenvolupada després de la infecció pel ZIKV podria tenir efectes protectors creuats davant el dengue. Aquestes particularitats, encara no enteses del tot pels immunòlegs, són crucials per dissenyar una vacuna efectiva.
Un nou projecte: OpenZika (IBM World Community Grid), que utilitza una plataforma BOINC, ha estat engegat el 2016. El seu propòsit és recollir dades genòmiques i clíniques dels principals centres investigadors i bancs de biologia molecular, per afavorir la recerca i desenvolupament d'estratègies globals i productes terapèutics de darrera generació contra el ZIKV. Un dels objectius del projecte és emprar l'homologia molecular i trobar proteïnes diana similars en altres microorganismes, de les quals sigui coneguda ja la seva estructura a nivell atòmic. En aquesta línia, s'ha fet una compilació de totes les proteïnes produïdes pel ZIKV i dels genotips virals resultants, disponible a la Virus Pathogen Resource. La necessitat d'harmonitzar els protocols globals de prevenció i actuació ha estat reconeguda a diferents conferències internacionals. Es pot veure una tendència creixent en el nombre d'articles relacionats amb el ZIKV indexats a PubMed en els darrers anys: 2013=3; 2014=23; 2015=37; 2016=1.564; 2017=1.648. Aquest gran increment de publicacions comporta un risc de parcialitat o de manca de rigor metodològic, especialment en els criteris de selecció i control de casos, que pot ser evitat seguint els protocols estandarditzats d'investigació clínica i epidemiològica elaborats per centres de referència internacional. Malgrat els considerables esforços científics fets arreu del món per conèixer la virologia, patogenètica, transmissió, curs clínic i diagnosi del ZIKV, encara no ha estat assolida una bona implementació dels resultats en la pràctica mèdica general. Als EUA, per exemple, només es recomanà entre gener i desembre de 2016 la realització de proves de neuroimatge en un 25% dels nens exposats al virus i un alt percentatge d'ells no fou sotmès a tests de detecció específics.
S'està valorant la possibilitat de crear nous models d'estudi de la microcefàlia per ZIKV -induïda experimentalment- emprant organoids cerebrals millorats o bé organoids de regions específiques del cervell. Aquest mètode permetria simular molt acuradament els efectes del virus sobre les molècules del cervell humà en desenvolupament i seria una eina útil per a facilitar sense risc la validació de l'eficàcia de nous fàrmacs. Ara com ara, s'ha demostrat que el virus altera el creixement i la viabilitat d'organoids cerebrals i de neuroesferes (grups de cèl·lules mare neurals cultivades que s'utilitzen per estudiar in vitro les cèl·lules nervioses precursores). Els organoids cerebrals recreen aspectes de la corticogènesi fonamentals per conèixer els tipus de resposta de la immunitat innata induïts pel ZIKV que desencadenen l'apoptosi de les cèl·lules progenitores cerebrals. A banda dels organoids cerebrals, els testiculars són una eina d'investigació molt valuosa per l'estudi dels danys que provoca el virus en aquestes gònades. La infecció de dits organoids posa de manifest un descens de la viabilitat general de les seves cèl·lules, probablement relacionat amb fenòmens apoptòsics, i una baixa expressivitat dels marcadors corresponents als espermatogonis i a les cèl·lules de Sertoli.
Una línia de recerca d'especial interès és la creació de models de cultiu 3D de cèl·lules endotelials de la barrera hematoencefàlica humana, que ajudin a identificar els mecanismes emprats pel ZIKV i altres virus d'ARN per creuar-la i accedir al SNC.
Alguns investigadors proposen fer prediccions dinàmiques i millorar els sistemes de vigilància tradicionals dels brots de ZIKV, emprant les dades en temps real obtingudes per mitjà de l'eina Google Trends (creada per conèixer el nivell de cerca d'una paraula clau durant un període determinat).
Una anàlisi dels vídeos de YouTube en anglès relatius al ZIKV revela que nomes una part molt petita d'ells ha estat editada per professionals o institucions sanitàries, mentre que la majoria es deu a la feina de particulars o ha sigut extreta de notícies d'Internet o de TV. Això posa de manifest la necessitat de presentar informació fonamentada en evidències científiques en aquest lloc web.
L'Hospital La Paz-Carlos III va crear el febrer de 2016 una línia d'atenció telefònica per facilitar informació actualitzada i contrastada sobre el virus als viatgers. Durant els primers 6 mesos de funcionament, en molts casos no fou necessària una consulta presencial en un servei especialitzat abans o després del viatge.
Científics dels EUA han identificat les regions peptídiques que diferencien el ZIKV dels altres Flavivirus transmesos per mosquits. Diversos fàrmacs peptídics experimentals, com el Z2, derivats d'una part de la proteïna E (embolcalladora) del ZIKV, podrien ser emprats contra la infecció, ja que lesionen la membrana dels Flavirirus.
S'ha aconseguit un domini purificat de la polimerasa d'ARN del ZIKV, actiu in vitro, capaç de sintetitzar de novo el genoma viral. Aquest avenç es considera de gran valor per a la recerca sobre determinats tipus d'inhibidors de la replicació del virus.
Una forma no coneguda fins fa poc d'aquesta virasi és la bifàsica (observada anteriorment en el dengue, però). Això significa una reaparició de la simptomatologia després d'una millora inicial o, inclús, una vegada resolta per complet. No es coneix la causa del fet o si comporta un pitjor curs de la malaltia. Es pensa que podria ser el resultat d'una virèmia silent perllongada o de la persistència del ZIKV a "llocs santuari" no determinats encara. A mesura que augmenta la casuística, creix la varietat de problemes mèdics relacionats amb la infecció. Ha estat publicat el primer cas de meningoencefalitis pel ZIKV en un malalt immunodeprimit en el context d'un trasplantament de cor. La coinfecció ZIKV/VCHIK és possible i pot tenir resultats fatals en persones amb malalties reumatològiques -com ara el LES- sotmeses a tractament immunosupressor, ja que l'efecte citopàtic dels dos virus incideix negativament sobre la funció renal d'aquest tipus de pacients. Un estudi realitzat en nens afectes de la síndrome congènita per ZIKV demostra l'existència en ells de bufeta neurògena (alteració de la dinàmica miccional amb origen en el sistema nerviós).
Un descobriment fonamental per entendre perquè la síndrome congènita afecta a uns individus i a altres no, és l'existència d'una susceptibilitat intrínseca en les cèl·lules progenitores neurals d'alguns fetus, que ha estat estudiada en bessons i que es creu relacionada amb mecanismes oligogènics i/o epigenètics. En humans, la ràtio mares gestants simptomàtiques versus mares asimptomàtiques en els casos de síndrome congènita és 1:1.
Experiments en rosegadors indiquen que una primera infecció asimptomàtica pregestacional pel ZIKV té efectes protectors contra una reinfecció i que aquests efectes es mantenen durant l'embaràs. Això obre la porta a noves vies terapèutiques dirigides a evitar el dany que provoca el virus en mares i fetus. El sèrum adequadament preparat de donants o anticossos monoclonals purificats humans amb les corresponents característiques genotípiques podrien ser algunes de les possibles opcions.
Modificant lleugerament determinats anticossos (unes proteïnes immunitàries anomenades anti-EDE1) presents en malalts humans amb dengue, s'ha aconseguit tractar eficaçment la infecció pel ZIKV en ratolins i evitar inclús la transmissió del virus a les cries d'animals gestants infectats. Això podria ser d'utilitat per dissenyar una futura vacuna dual.
D'altra banda, el virus del Zika té un efecte oncolític sobre les cèl·lules precursores del glioblastoma. Dit d'una altra manera, almenys de forma experimental, és capaç d'infectar i matar un tipus específic de cèl·lules tumorals cerebrals, amb una mínima afectació del teixit normal d'un cervell adult de rosegador. Això fa pensar en la futura possibilitat de modificar genèticament el virus i obrir una nova línia de recerca terapèutica en el tractament de dita neoplàsia. L'anàlisi dels canvis citopàtics de les cèl·lules tumorals infectades amb ZIKV, utilitzant tècniques avançades d'espectrometria de masses, indica que el virus té la capacitat de desencadenar la síntesi endògena de molècules de H-digoxina en les cèl·lules del glioblastoma (un glicòsid que provoca l'apoptosi cel·lular de determinats processos cancerosos, com ara el melanoma o el càncer de mama), induint així la seva mort. In vivo i in vitro, científics brasilers han posat de manifest que el ZIKV elimina selectivament cèl·lules embrionàries precursores d'altres línies tumorals molt agressives, com ara les del medul·loblastoma i del tumor teratoide/rabdoide.
Les dues varietats epidemiològiques del virus, l'africana i l'asiàtica, afecten en particular als astròcits, alterant el seu reticle endoplasmàtic i provocant l'alliberament de citocines proinflamatòries en els cervells infectats. Això confirma la hipòtesi que sosté que ambdues línies del ZIKV poden ocasionar danys similars en el SNC.
Un grup de treball multinacional, dirigit per científics del Centre Mèdic de la Universitat de Texas a Galveston, ha descobert que determinades parts del ZIKV són molt similars a components del sistema immune de l'hoste, fet que podria desencadenar una resposta defensiva del cos contra el virus i també contra el seu propi sistema del complement, el qual és important pel desenvolupament del fetus i per la correcta funcionalitat immunitària. Aquest error d'identificació pot ser la causa dels defectes congènits i dels trastorns neurològics en adults que pateix una fracció dels individus infectats pel ZIKV. Les anàlisis cel·lulars fetes amb plataformes bioinformàtiques demostren que la proteïna E del virus comparteix un gran nombre de característiques amb una proteïna de l'hoste anomenada proteïna del sistema del complement C1q, el que fa pensar que el seu comportament biològic és pràcticament idèntic. Els investigadors observaren alts nivells d'anticossos anti-C1q en la sang de ratolins i primats no humans, fet que indica que el virus indueix una potent reacció autoimmunitària.
Investigadors de la Universitat Emory han comprovat que -en cries de Macaca mulatta- la infecció postnatal pel ZIKV provoca anomalies cerebrals durant els primers mesos de vida que modifiquen la seva conducta. En un grup d'animals infectats als pocs dies de néixer es desenvoluparen alteracions en determinades àrees del cervell responsables de la visió i de les emocions i en les connexions entre l'amígdala i l'hipocamp, observant-se en ells respostes estranyes davant situacions d'estrès. Es desconeix, però, si lesions similars poden afectar llarg termini la salut mental dels nadons exposats al virus. S'ha observat que la transmissió materno-fetal del virus és molt alta en primats no humans. L'administració subcutània de dosis moderades de la línia asiàtica del ZIKV en les mares, durant el primer o a finals del segon/inici del tercer trimestre de l'embaràs comporta la infecció de tots els fetus, apreciant-se patologia en la interfície placentària i una variable distribució de l'ARN viral en el fetus. Una combinació d'anticossos monoclonals provinents de la sang d'una persona infectada i que prèviament havia aconseguit impedir la infecció en macacos, ha demostrat la capacitat d'eliminar el virus en la majoria d'exemplars de Macaca mulatta gestants infectats, però no evitar l'entrada del ZIKV al líquid amniòtic i la morts dels fetus, ja que dits anticossos no poden creuar la barrera placèntaria en quantitats suficients. En aquesta línia de recerca, científics xinesos han demostrat que un anticòs monoclonal humà, el ZK2B10, exerceix una potent activitat neutralitzant contra el virus, ja que dona protecció complerta contra ell a ratolins sense infectar (gestants o no) i minora de forma significativa la patologia tissular dels exemplars infectats amb una única injecció. Un problema que afecta la interpretació general d'aquests tipus de treballs és la dificultat per comparar entre ells els resultats de la fase I dels diferents estudis efectuats i també per fer-ho amb els dels anticossos neutralitzants utilitzats en vacunes ja aprovades contra altres Flavivirus (virus de l'encefalitis japonesa, virus de l'encefalitis per paparres i febre groga), ja que les característiques de dits anticossos són diverses i no existeixen per ara estàndards definits. A més dels assajos clínics en curs, són nombroses les investigacions en marxa relacionades amb la profilaxi passiva i el desenvolupament de vacunes candidates per protegir els teixits reproductius.
El patró d'activitat del virus en els cervells d'embrions de pollastre infectats indica que el ZIKV lesiona de forma selectiva unes zones determinades encarregades d'expressar substàncies claus en la regulació del desenvolupament cerebral primerenc, anomenades morfògens. Això implicaria que la infecció és capaç de danyar indirectament moltes cèl·lules del SNC atacant només alguns punts crítics de la neurogènesi embrionària. Aquesta troballa pot ajudar els investigadors a interpretar millor la capacitat teratogènica del ZIKV.
Fonamentant-se en observacions empíriques i models matemàtics, un grup d'investigadors ha determinat que la temperatura òptima de transmissió del ZIKV és cinc graus més alta que la del virus del dengue, una dada que fa reconsiderar a la baixa les estimacions predictives sobre la possible expansió mundial del ZIKV segons criteris d'idoneïtat ambiental.